# Gallicum Labes
La Gallicum Labes è una struttura geologica della superficie di 21 Lutetia.